# 清流狐狸洞古人类化石地点
清流狐狸洞古人类化石地点，位于中国福建省清流县沙芜乡洞口村，为一个省级文物保护单位，类型为古遗址，为第三批福建省文物保护单位，公布时间为1991年4月17日。
清流狐狸洞古人类化石地点的历史年代为旧石器时代。